# Severino Ferrari

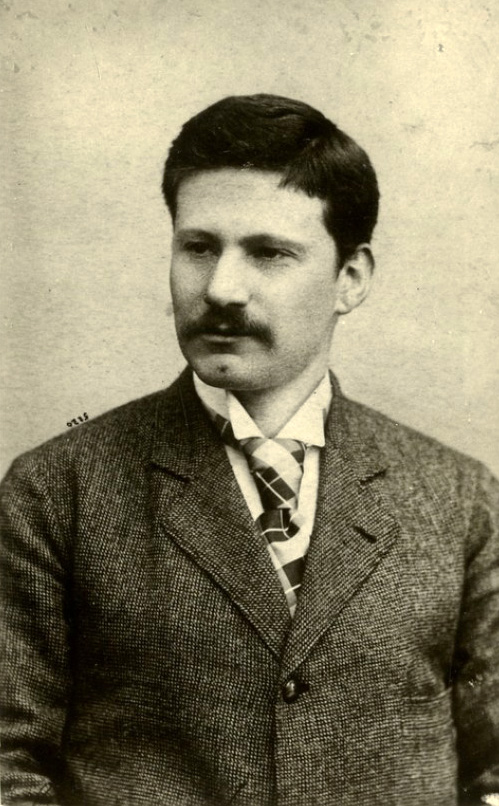
Severino Ferrari

Severino Ferrari (* 25. März 1856 in Molinella; † 24. Dezember 1905 in Pistoia) war ein italienischer Dichter, Romanist und Italianist.

## Leben und Werk
Ferrari ging in Bologna zur Schule. Er studierte an der Universität Bologna bei Giosuè Carducci, dann an der Universität Florenz (Abschluss 1878). Er unterrichtete an Gymnasien in Bologna, Macerata und Florenz. 1882 habilitierte er sich und lehrte an Gymnasien in La Spezia, Faenza (1886), Palermo (1888), Modena (bis 1893) und Florenz, dort ab 1897 an der Pädagogischen Hochschule für Frauen. 1901 wurde er an die Universität Bologna berufen, musste aber seine Dozentur im Oktober 1904 wegen Erkrankung aufgeben. Nachfolger von Carducci wurde an seiner Stelle sein Freund Giovanni Pascoli.

## Werke (Auswahl)
- (Hrsg.) Biblioteca della letteratura italiana popolare, Florenz 1882, Bologna 1967
- (Hrsg.) Antologia della lirica moderna italiana, Bologna 1892, 1901
- (Hrsg.) Torquato Tasso, La Gerusalemme liberata, Florenz 1890, zuletzt Mailand 1992
- (Hrsg. mit Giosuè Carducci) Le rime di Francesco Petrarca di su gli originali, Florenz 1899 (zahlreiche Ausgaben bis 1984)
- (Hrsg.) Agnolo Firenzuola, Prose scelte, Florenz 1908, 1967
- Tutte le poesie, hrsg. von Furio Felcini, Bologna 1966